# Amazonasriff

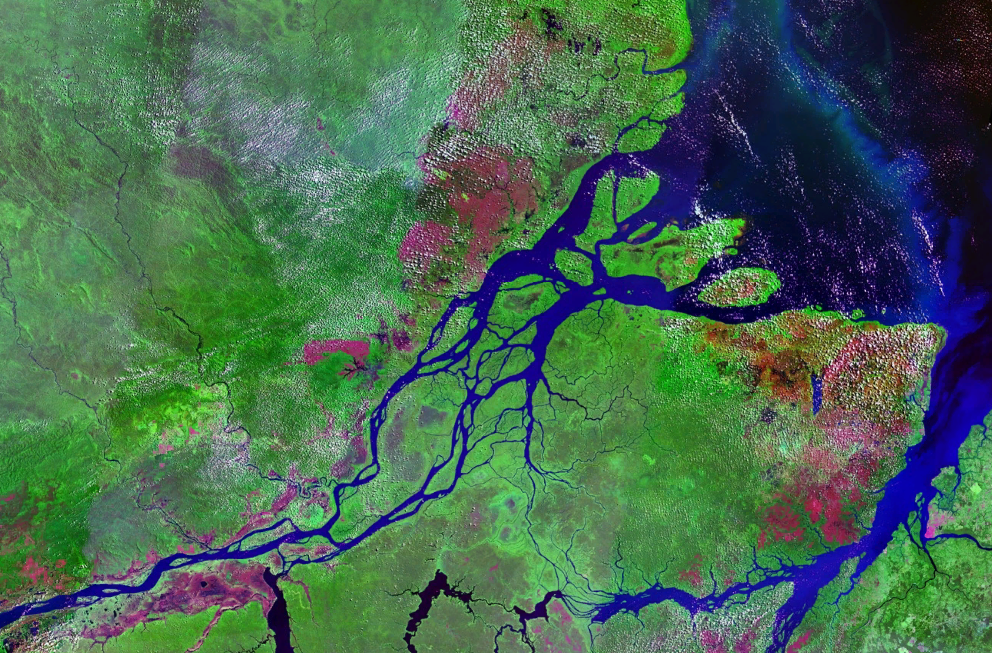
Die Mündung des Amazonas (oben rechts), vor der die am dichtesten besiedelte Sektion des Riffes liegt

Das Amazonasriff (portugiesisch Recife Amazonas) ist ein großflächiges Kalkalgen- und Schwammriffsystem vor der Küste von Nord-Brasilien und Französisch-Guayana. Es ist eines der größten Riffsysteme der Welt mit einer Länge von 970 km und einer Fläche von etwa 9500 km². Die Bekanntgabe seiner Entdeckung erfolgte im April 2016 nach einer ozeanographischen Studie der Region aus dem Jahr 2012, die sich auf wenige, aber deutliche Anzeichen auf Hartböden und Riffstrukturen vor dem Flussdelta des Amazonas bezog. Anzeichen dafür waren seit den 1950ern bekannt.

## Geographie und Ökologie

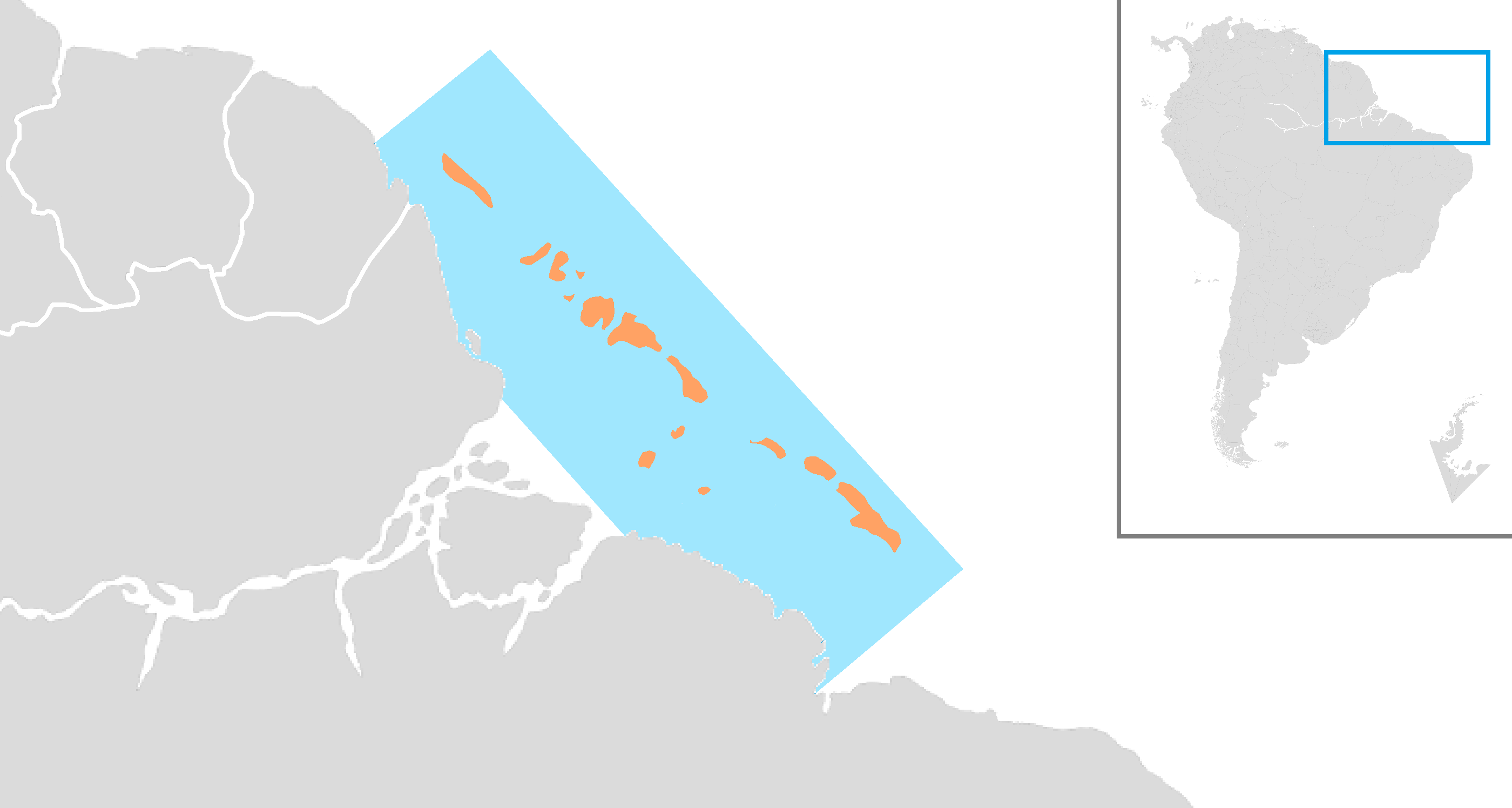
Lage des Amazonasriffs

Das Riff wurde als Kalkalgen- und Schwammriffsystem identifiziert. Es erstreckt sich über eine Länge von etwa 1000 km, ist etwa 50 km breit und umfasst eine Fläche von etwa 9500 km². Es liegt am Rand des Schelfs in Tiefen von 30 bis 120 m.
Da der Amazonasstrom eines der schlammhaltigsten Gewässer der Welt ist, überrascht es, dass vor seinem Delta riffbildende Organismen wachsen, die andernorts klare, salzhaltige und sonnendurchflutete Gewässer bevorzugen. Riffe liegen normalerweise nicht im Mündungsgebiet von großen Flüssen, weil diese oft einen geringeren Salzgehalt und höheren Säuregrad als das offene Meer haben und viele sedimentierende Schwebstoffe mit sich tragen. Daher wurde bisher angenommen, dass der sedimentreiche Amazonasstrom zu einer Lücke in der Riffverteilung des Atlantischen Ozeans führe. Es scheint, als ob sich unterhalb des Süßwasserstromes, der aus dem Amazonas stammt, ein für riffbildende Organismen geeignetes Salzwasser-Habitat befindet.

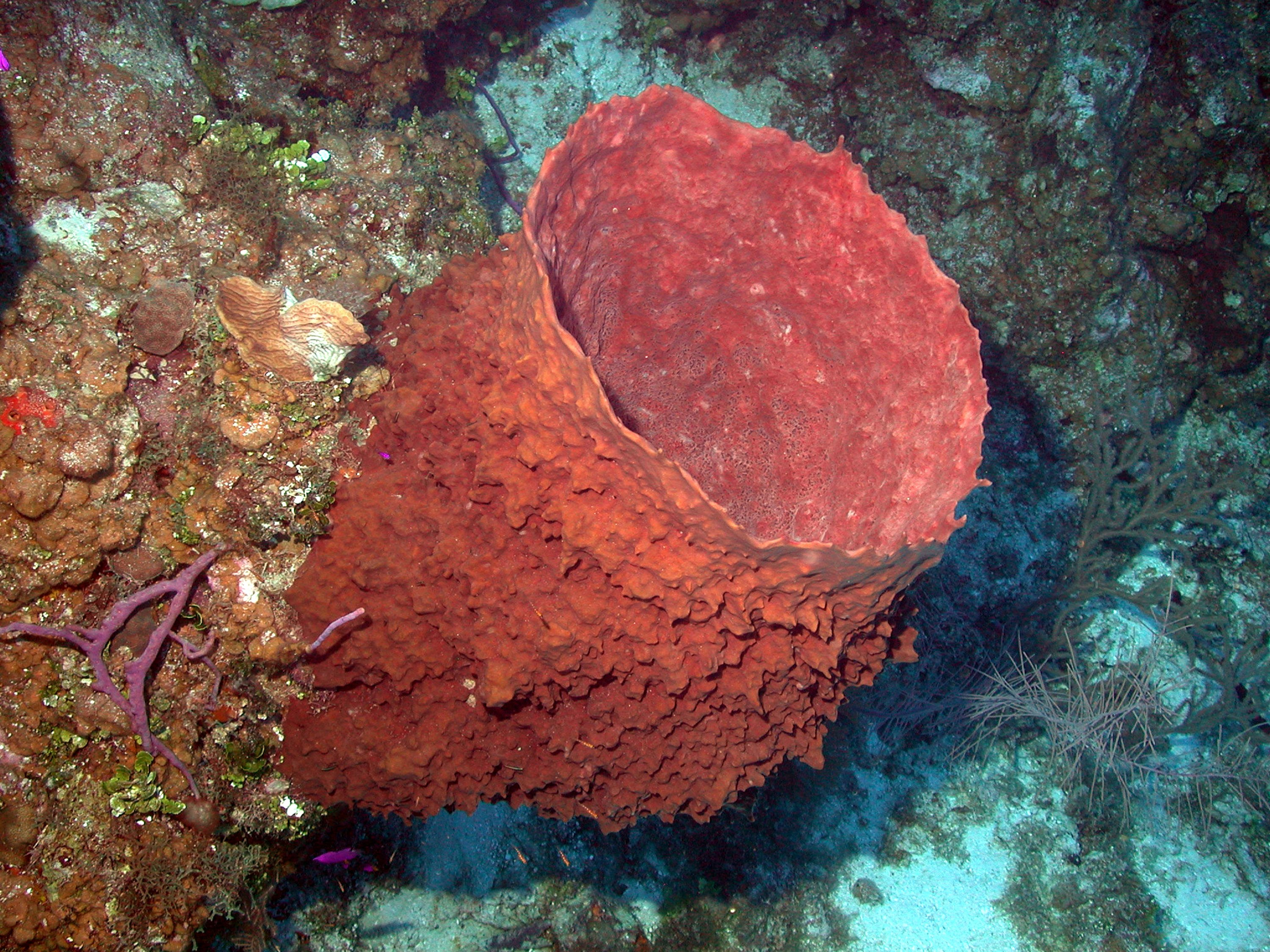
Der großwüchsige Schwamm Xestospongia muta ist im nördlichen Sektor häufig, dort jedoch ungewöhnlich hell gefärbt

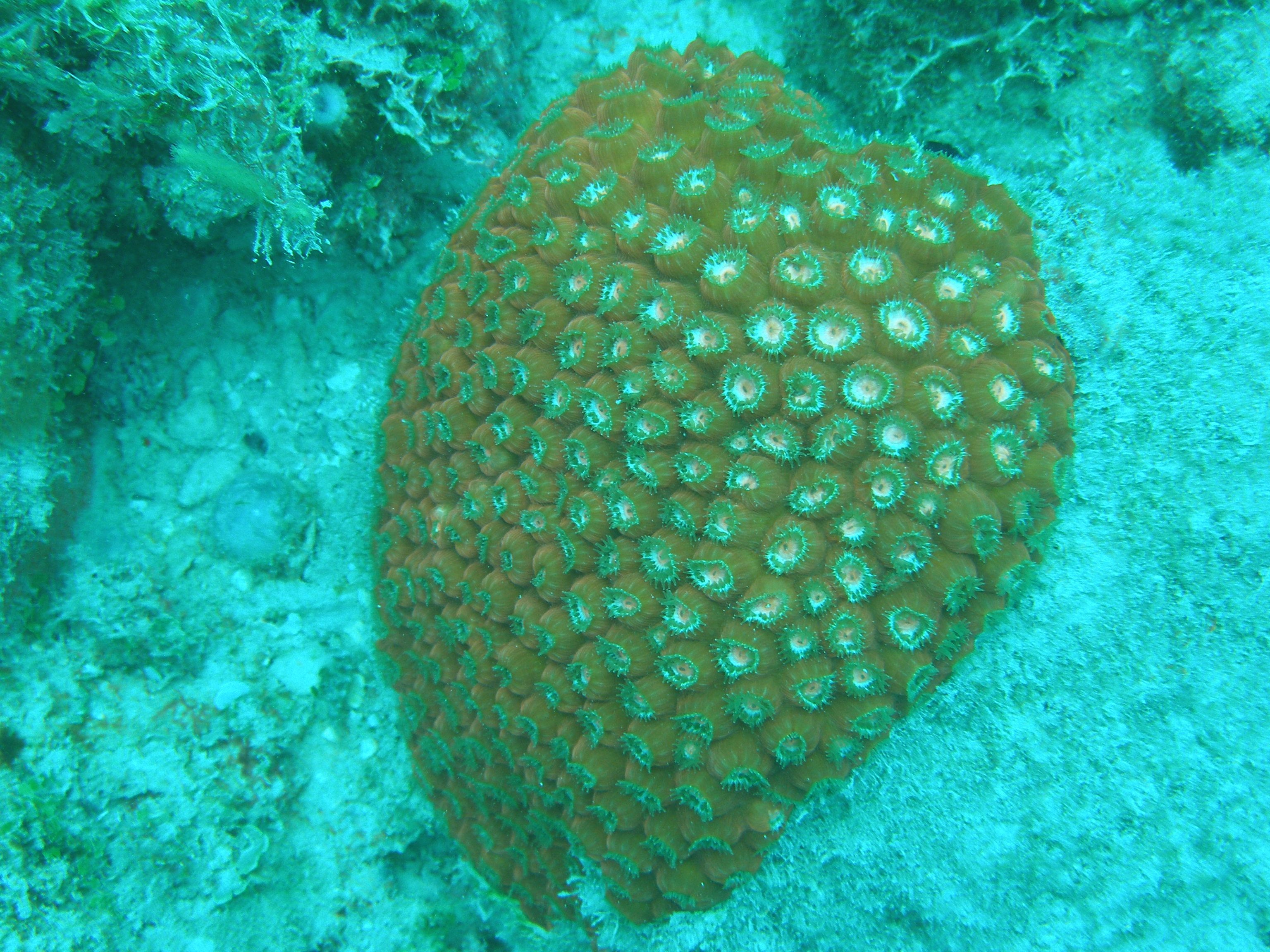
Montastraea cavernosa, eine der wenigen Steinkorallenarten im Amazonasriff

Es gibt drei unterschiedliche Riffgebiete: 
- Die südliche Sektion, in die das schlammhaltige Amazonaswasser nur während dreier Monate jedes Jahres strömt. Sie bietet einen Lebensraum für die von anderen Riffen bekannten zooxanthelaten Steinkorallen, da dort für die mit ihnen in Symbiose lebenden Zooxanthellen Möglichkeiten zur Photosynthese bestehen.
- In der zentralen Sektion wachsen vor allem Rotalgen.
- In der nördlichen Sektion finden sich viele Schwämme und andere azooxanthelate Riffbildner, da dort das schlammhaltige Amazonaswasser für mehr als sechs Monate pro Jahr für schlechte Lichtverhältnisse sorgt.[3]

Im Riff sind die Rotalgen (Rhodophyceae) mit 25 Arten die dominierende Algengruppe; außerdem kommen sechs Arten Grünalgen (Chlorophyta) und vier Arten Braunalgen (Ochrophyta) vor. Kalkalgen sind allgegenwärtig und besonders häufig in den nördlichen Zonen des Riffs. In der südlichen und mittleren Sektion des Riffs leben 34 Seetangarten, vor allem Arten, die eine weite Verbreitung haben und woanders in tieferen Zonen vorkommen. Schwämme sind mit 61 Arten vertreten. Dabei dominieren große, massive, krugförmige Formen. Krustrierend wachsende Schwämme sind selten und beschränken sich auf den Bewuchs anderer Schwämmen. Ihre größte Artenvielfalt erreichen die Schwämme im zentralen Sektor. Im südlichen Abschnitt leben zwei Bohrschwammarten (Cliona), assoziiert mit Steinkorallen.
Unter den Nesseltieren sind die Oktokorallen mit 26 Arten am zahlreichsten vertreten. Außerdem gibt es viele Hydrozoenarten, zwei Arten der Schwarzen Korallen (Antipatharia) und die Feuerkoralle Millepora cf. alcicornis. Zooxanthelate Steinkorallen gibt es nur im mittleren und südlichen Sektor. Insgesamt ist die Steinkorallenfauna mit nur zwölf Arten verarmt und ihre Bestände sind nur von geringer Dichte. Einzelne Korallenarten, die bereits 1999 entdeckt worden waren, ähneln denen der Karibik, was darauf hindeutet, dass sie von dort ins Amazonasriff gewandert sind.
Die meisten (86 %) der 73 bisher festgestellten Fischarten ernähren sich von anderen Fischen und von größeren Wirbellosen, einige ernähren sich von Plankton und zwei sind herbivor bzw. detrivor. Außerdem kommen vier Kaiserfischarten vor, die sich vor allem von Schwämmen ernähren. 80 % der Fischarten haben eine weite Verbreitung und laichen pelagisch. Bedeutend für die Fischerei sind Schnapper (darunter Lutjanus purpureus der „Southern red Snapper“), verschiedene Zackenbarsche und Langusten.
Die Flora und Fauna des Riffes wird voraussichtlich durch die Erdölexploration mehr als durch den Klimawandel gefährdet. Im 21. Jahrhundert hat die brasilianische Regierung mehr als 80 Blöcke für die Ölgewinnung lizenziert, davon sind bereits 20 in Produktion.

## Entdeckung
Erste Anzeichen für ein Riff wurden schon in den späten 1950er-Jahren bekannt, als ein US-amerikanisches Forschungsschiff Schwämme vom Meeresboden aufgegriffen hatte. Weitere Anzeichen gab es 1977, als die ersten Korallenrifffische in der Gegend gesichtet und 1999, als karibische Korallenarten in abgelegenen Regionen am Amazonasdelta gefunden wurden. Trotzdem gab es bis 2012 keine größere Studie. Dann führte ein internationales Forschungsteam unter der Leitung von Rodrigo Moura von der Bundesuniversität in Rio de Janeiro und Partnern der Universität von Georgia mit dem Forschungsschiff RV Atlantis eine Untersuchung der Gegend durch. Diese Untersuchung nahm Bezug auf die Funde aus den 1970er-Jahren, einschließlich einer Karte, auf der potentielle Standorte an der Amazonasküste markiert waren.